# アリク・マーシャル
アリク・マーシャル(Arik Marshall　1967年2月13日 - )は、アメリカのミュージシャン。レッド・ホット・チリ・ペッパーズの元ギタリストとして知られる。
1992年にレッド・ホット・チリ・ペッパーズのギタリストジョン・フルシアンテが日本ツアー中に突然帰国しそのまま脱退する事件があり、その穴を埋めるためバンドに加入。ロラパルーザフェスティバルにもメンバーとして出演。1993年にレッド・ホット・チリ・ペッパーズを脱退、後任のギタリストはジェス・トビアス。